# Mangrovepitta
Die Mangrovepitta (Pitta megarhyncha), auch Große Blauflügelpitta genannt, ist ein Sperlingsvogel aus der Gattung Pitta innerhalb der Familie der Pittas (Pittidae). Sie kommt in Südostasien vor. Es werden keine Unterarten unterschieden.
Die Bestandssituation der Mangrovepitta wird von der IUCN mit potenziell gefährdet (near threatened) eingestuft.

## Beschreibung
Die Mangrovepitta erreicht eine Länge von 20 Zentimetern und ein Gewicht von 92 bis 120 Gramm. Die Körperform ist typisch für Arten aus der Familie der Pittas. Die Beine sind hoch und kräftig. Der Stummelschwanz wirkt wie abgeschnitten. Der Schnabel ist mittellang und geringfügig nach unten geboten. Der Kopf ist proportional zum Körper groß, der Hals dagegen so kurz, dass die Regenbogenpitta die für Pittas typische gedrungene Gestalt hat. Die Flügel sind kurz und abgerundet. Sie ragen knapp über die Steuerfedern hinaus.
Bei den adulten Vögeln ist der Scheitel schwarz, oberhalb des Auges verläuft ein individuell verschieden breiter, graubrauner Streifen. Bei einigen Individuen kann dieser Streifen auch vollständig fehlen. Die Zügel, die Gesichtsseiten und der Hinterhals sind schwarz. Die Schultern und der Rücken sind matt dunkelgrün, der Rumpf ist leuchtend blauviolett. Die Flügeldecken sind leuchtend blau, wobei einzelne Federn eine grüne Spitze haben. Die Hand- und die äußeren Armschwingen sind schwarz mit blaugrünen Säumen. Der Schwanz ist schwarz mit einer blaugrünen Spitze. Das Kinn und die Kehle sind weißlich. Der Hals, die Brust und die Flanken sind hell zimtbraun bis rötlich zimtbraun. Die Bauchmitte, der Bürzel und die Unterschwanzdecke sind leuchtend rot. Der Schwanz ist auf der Unterseite schwarz.
Die Weibchen sind den Männchen ähnlich gefärbt, ihre Färbung ist jedoch etwas matter.
Die Mangrovepitta hat einen langen und spitzen schwarzen Schnabel. Ihre Augen sind groß mit einer schwarzbraunen Iris, die Füße dunkel rosa bis blass fleischfarben.

## Verwechslungsmöglichkeiten
Die Mangrovepitta weist große Ähnlichkeit mit der Blauflügelpitta auf. Beide kommen jedoch in weitgehend verschiedenen Verbreitungsgebieten vor und besiedeln verschiedene Lebensräume.

## Verbreitungsgebiet und Lebensraum

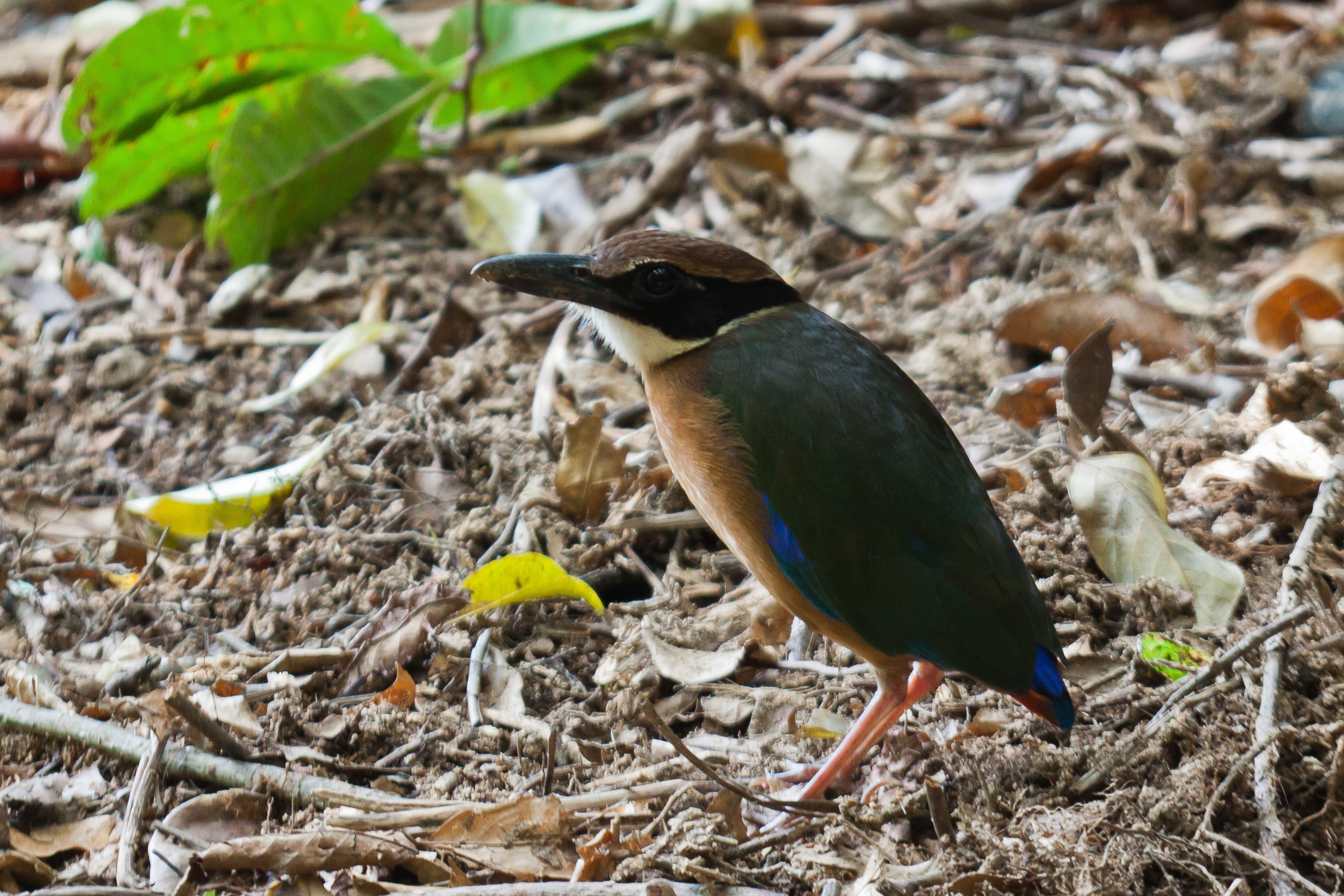
Mangrovepitta

Die Mangrovepitta kommt in den Sundarbans im Süden von Bangladesch und dem angrenzenden Indien disjunkt über den Westen von Myanmar, den Westen der thailändischen Halbinsel, dem Westen der malaiischen Halbinsel, Singapur, dem Osten von Sumatra, den Riau-Inseln bis nach Bangka vor.
Der bevorzugte Lebensraum sind Mangroven. Von einigen Autoren wird die Große Blauflügelpitta als extremer Mangrovespezialist eingeordnet.  Sie kommen aber auch in küstennahen Wäldern bis in Höhenlagen von 1000 Metern vor. Sie fehlen dort, wo der Küstenbereich sehr sandig ist.

## Lebensweise
Anders als viele andere Pittas ist die Mangrovepitta auch regelmäßig dabei zu beobachten, wie sie hoch oben in den Bäumen sitzt. Während der Morgen- und Abendstunden ist sie außerdem sehr ruffreudig. Insbesondere in mondhellen Nächten ist sie auch nachts zu hören.
Sie frisst Weichtiere, Ameisen und andere Insekten. Sie sucht ihre Nahrung ausschließlich auf dem Boden und hält sich dabei auf von Mangroven umgebenen Schlammbänken und trocken gelaufenen Überflutungsflächen auf.
Die Fortpflanzungszeit fällt in die Monate April bis August. Das Nest ist überwölbt und wird in der Regel auf dem Boden errichtet. Die Gelegegröße beträgt vier Eier. Nach jetzigem Wissensstand brüten beide Elternvögel. Brutdauer und Nestlingszeit sind bislang unbekannt.

## Stellung innerhalb der Familie
Die Blauflügelpitta bildet gemeinsam mit der Mangrovepitta eine Superspezies. Sie wurde lange Zeit als eine Unterart der Mangrovepitta eingeordnet. Sie unterscheidet sich jedoch im Körperbau, im Gefieder und Verhalten und besetzt außerdem eine andere ökologische Nische. Dort, wo sich die beiden Arten überlappen, wurden bislang keine natürlichen Hybriden zwischen den beiden Arten festgestellt.

## Einzelbelege
1. ↑   Handbook of the Birds of the World zur Mangrovepitta, aufgerufen am 15. Juni 2017
2. ↑   Erritzoe & Erritzoe: "Pittas of the World". S. 146.
3. ↑   Erritzoe & Erritzoe: "Pittas of the World". S. 146.
4. ↑   Erritzoe & Erritzoe: "Pittas of the World". S. 147.
5. ↑  Handbook of the Birds of the World zur Blauflügelpitta. aufgerufen am 15. Juni 2017.